# Alt-Hannoverscher Volkskalender

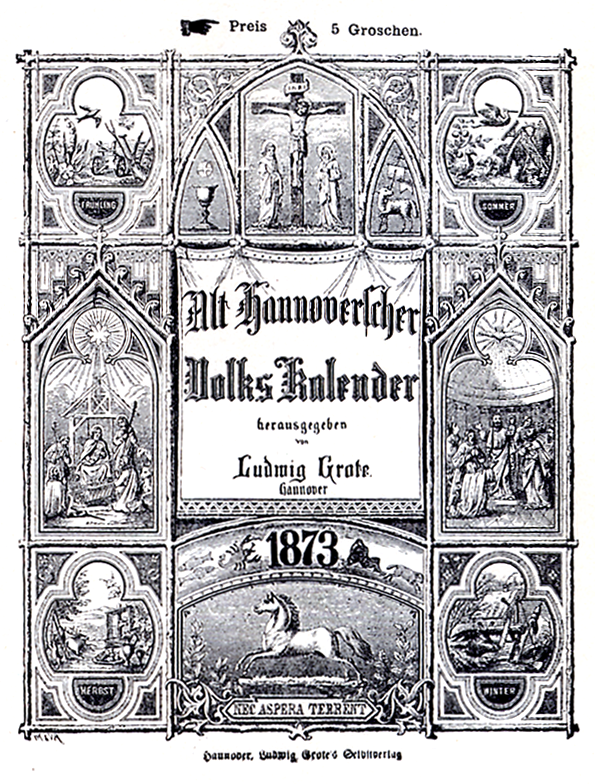
Titelblatt einer Ausgabe von 1873

Der Alt-Hannoversche Volkskalender (auch: Alt-Hannoverscher Volks-Kalender) ist ein erstmals 1873 in Hannover von Ludwig Heinrich Grote im Selbstverlag herausgegebenes Periodikum.

## Deutsch-hannoverscher Volkskalender
Von 1898 bis 1933 wurde der Kalender Deutsch-hannoverscher Volkskalender genannt. Er wurde von der Deutsch-Hannoverschen Partei herausgegeben, die sich nach Annexion des Königreiches Hannover durch Preußen für die Wiederherstellung Hannovers einsetzte.
Später erschien die Fortsetzung als Broschur unter dem Namen Althannoverscher Volkskalender. Mit dem Erscheinen der Nummer 142 wurde das Blatt im Jahr 2014 eingestellt.